# Boeing XF8B
Boeing XF8B byl prototyp jednomotorového palubního víceúčelového stíhacího letounu s dlouhým doletem, vyvíjený firmou Boeing v době druhé světové války. Nasazen měl být na Pacifickém bojišti proti Japonsku. Jeho dlouhý dolet měl umožnit, aby americké letadlové lodě zůstaly mimo dolet většiny japonských letounů. Víceúčelová konstrukce XF8B však nebyla vyvíjena jen pro stíhací úkoly, ale i jako dálkový záchytný stíhač, střemhlavý bombardér, hozizontální (klasický) bombardér a torpédový bombardér. Vývoj letounu trpěl průtahy, částečně kvůli čekání na dodání pohonných jednotek. Kromě námořnictva jej testovalo i americké armádní letectvo. Přes své nesporné kvality XF8B nebyl vybrán pro sériovou vyrobu. Vznikly pouze tři prototypy. XF8B byla největší a nejtěžší palubní stíhačka z období druhé světové války. Například měl o 4,27 metru větší rozpětí, než Republic P-47 Thunderbolt.

## Vývoj

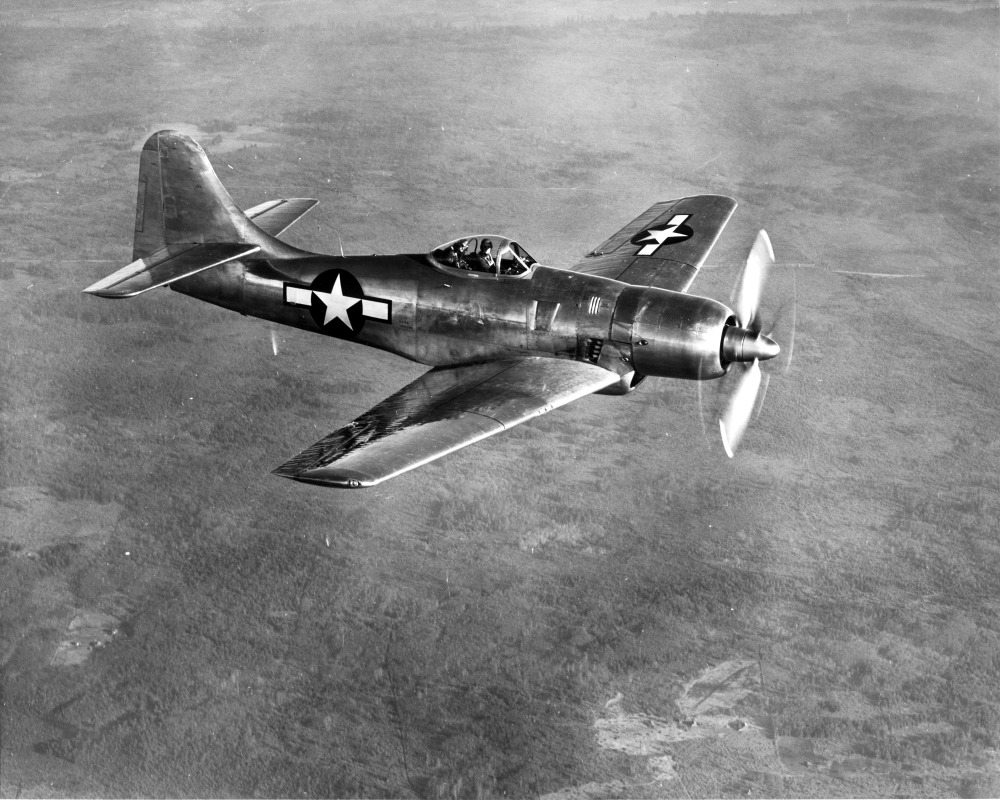
Boeing XF8B-1

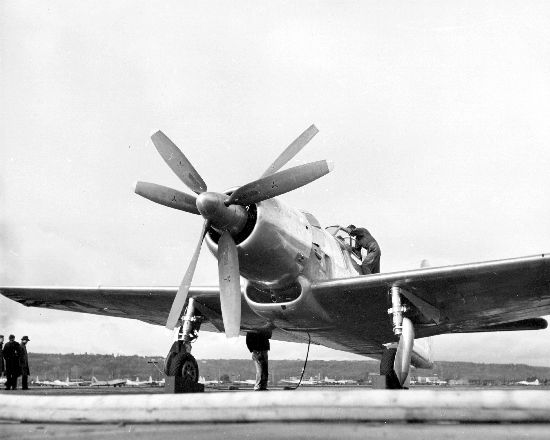
Boeing XF8B-1

Za druhé světové války americké námořnictvo zjistilo, že stíhací letouny, operující z letadlových lodí v Pacifiku, potřebují větší dosah, aby mohly doprovázet vlastní bombardéry a zároveň jejich nosiče zůstaly mimo dolet nepřátelského letectva. V dohledné době navíc potřebovalo stíhací letouny s doletem dostatečným pro operace nad japonskou pevninou. V roce 1942 proto vznikl požadavek na dálkový palubní stíhací letoun. Společnost Boeing na něj zareagovala projektem s interním označením Model 400. Námořnictvo zaujal, takže 10. dubna 1943 objednalo stavbu tří prototypů, označených XF8B-1. Mezi požadavky na nový letoun byla nejvyšší rychlost 550 km/h, minimální rychlost 127 km/h a dostup 9144 metrů.
Boeing svůj projekt optimisticky označoval jako „stíhačka 5 v 1“ („Five-In-One“), neboť XF8B měl být schopen působit jako stíhací letoun, přepadový stíhač, střemhlavý bombardér, horizontální bombardér i torpédový bombardér. V září 1943 byla dokončena maketa XF8B a v říjnu 1943 si ji prohlédli zástupci námořnictva. První prototyp XF8B (BuNo 57984) byl dokončen v říjnu 1944. První let prototypu proběhl 27. listopadu 1944. Pilotoval jej Robert T. Lamson. Pro snadnější testování nesly dva z prototypů druhého člena posádky – palubního inženýra. Rozměrný kokpit umožnil instalaci nouzové druhé sedačky. Dne 26. prosince 1944 XF8B poprvé letěl se dvěma lidmi na palubě, přičemž druhým členem posádky byl Bud Zerega. Dne 13. ledna 1945 byl první prototyp lehce poškozen, když se mu při zkouškách zhroutil podvozek. V březnu a dubnu 1945 první prototyp prošel zkouškami na základnách Naval Air Station Patuxent River v Marylandu a Anacostia Naval Air Station. Vyzkoušely jej desítky pilotů. Zanechal dobrý dojem.
Druhý prototyp XF8B (BuNo 57985) byl dokončen v lednu 1945, musel však dlouho čekat na dodání motoru s vrtulí a poprvé vzlétl 27. listopadu 1945. Dne 26. prosince 1945 byl lehce poškozen při nouzovém přistání na podmáčeném travnatém letišti. V březnu 1946 poprvé vzlétl třetí prototyp XF8B (BuNo 57986). Jako jediný z prototypů během zkoušek využil své 12,7mm kulomety a shazoval cvičné pumy. V roce 1946 druhý prototyp testovalo Wrightových–Pattersonově letecké základně americké armádní letectvo. Konstrukce letounu byla upravena podle požadavků armádního letectva. Nakonec však došlo k závěru, že letoun není vhodný jako stíhačka, ani jako střemhlavý bombardér a pro ostatní možné role armádní letectvo již disponuje dostatkem jiných letadel. Armádní letectvo proto o letoun ztratilo zájem.
Testování námořnictvem pokračovalo do roku 1947. Letoun měl slibné výkony a bylo možné jej nasadit k různým úkolům. Zároveň však v žádném z nich zcela nevynikal a na palubě letadlové lodě by zabral mnoho místa. Svou roli hrál i konec války v Pacifiku a s ním spojený pokles zájmu o nové letouny. Dle některých pramenů námořnictvo mělo zájem o výrobu několika stovek letounů, ale výrobce se chtěl soustředit na strategické bombardéry. Prototypy byly uskladněny ve Filadelfii a do roku 1950 sešrotovány. Zkušební pilot Robert T. Lamson měl zájem o odkoupení jednoho z prototypů, ale byl odmítnut.

## Popis

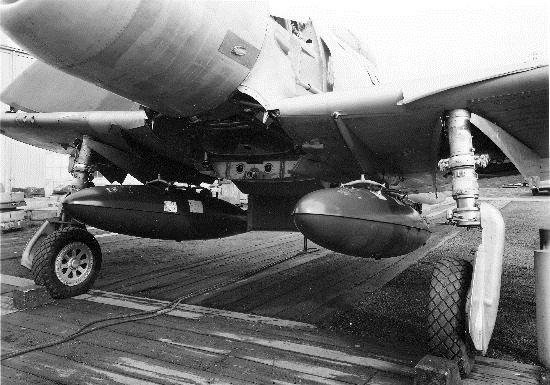
Dvojice přídavných nádrží na podkřídelních závěsnících Boeingu XF8B

XF8B byl celokovový jednomístný jednomotorový dolnoplošník. Kokpit pilota měl kapkovitý překryt. Zepředu jej chránilo neprůstřelné sklo a pancéřový plát. Zezadu byla chráněna i sedačka pilota. Velké křídlo bylo sklápěcí. Záďový podvozek byl plně zatažitelný. V trupu letounu byla zabudována pumovnice, krytá dvoudílnými vraty. Pojmula až 1451 kg pum. Její rozměry umožnily podvěsit jednu 907kg či 726kg pumu, nebo dvě 454kg pumy, nebo čtyři 227kg, či 113kg pumy. Do pumovnice mohla být rovněž umístěna přídavná nádrž o obsahu 1022 litrů. Pod křídlem mohly být podvěšeny odhoditelné přídavné nádrže. Poháněl jej čtyřhvězdicový osmadvacetiválec Pratt & Whitney XR-4360-10 Wasp Major o výkonu 3000 koní (2237 kW) při 2700 rpm. Byl vybaven dvoustupňovým turbokompresorem a roztáčel dvě protiběžné třílisté vrtule Aeroproducts o průměru 4,11 metru.
Předpokládaná výzbroj se skládala ze šesti 12,7mm kulometů, nebo šesti 20mm kanónů. Pod každým křídlem se nacházel závěsník. Podvěšena mohla být puma do hmotnosti 726 kg, nebo přídavná nádrž o objemu 568 l. Pod trup mohlo být podvěšeno torpédo. Pozdější návrhy zahrnovaly i podvěšení dvou torpéd (o hmotnosti 910 kg) pod oba podkřídelní závěsníky. Dále letoun mohl nést osm neřízených raket pod každým křídlem.

## Specifikace

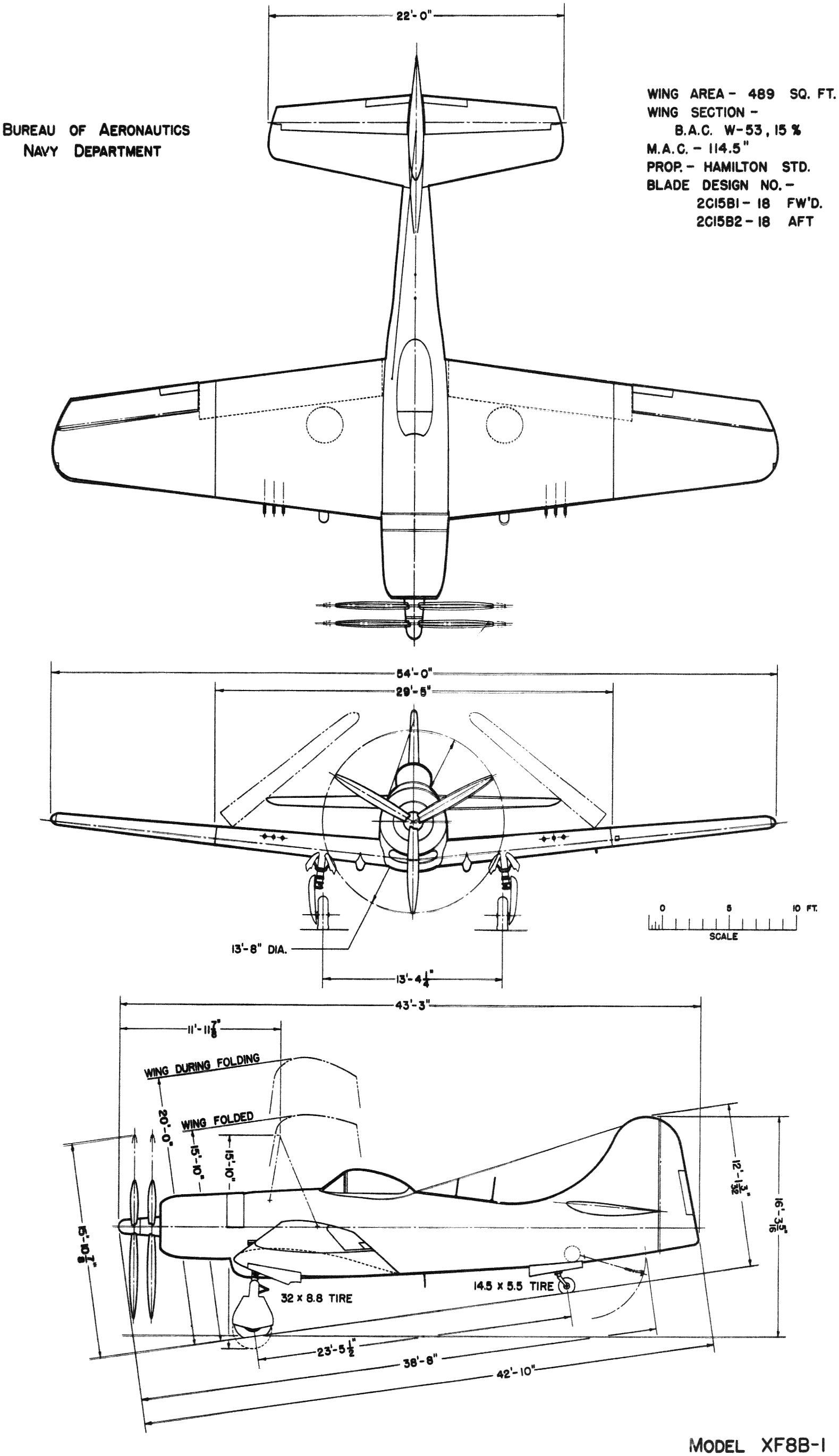
Třípohledový nákres XF8B-1

### Technické údaje
- Osádka: 1
- Rozpětí: 16,46 m (8,94 m se složenými křídly)
- Délka: 13,16 m
- Výška: 4,95 m
- Nosná plocha: 45,4 m²
- Hmotnost prázdného stroje: 6396 kg
- Vzletová hmotnost: 9302 kg
- Maximální vzletová hmotnost: 10 414 kg
- Pohonná jednotka: 1× čtyřhvězdicový osmadvacetiválec Pratt & Whitney XR-4360-10 Wasp Major
- Výkon pohonné jednotky: 3000 hp (2237 kW)

### Výkony
- Maximální rychlost: 695 km/h (ve výšce 7071 m)
- Dostup: 11 430 m
- Stoupavost: 15,8 m/s (počáteční)
- Dolet: 3700 km

### Výzbroj
- 6× kulomet Browning ráže 12,7 mm, nebo 6× letecký kanón 20 mm
- 2900 kg pum, nebo 2× 900 kg torpédo